# Magistrats Européens pour la Démocratie et les Libertés
Magistrats Européens pour la Démocratie et les Libertés (abgekürzt MEDEL; deutsch in etwa: Europäische Richter und Staatsanwälte für Demokratie und Freiheitsrechte) ist eine europäische Organisation von Richtern und Staatsanwälten. Sie wurde 1985 auf Initiative von 10 Vereinigungen von Richtern und Staatsanwälten aus Europa gegründet. Langjähriger Vorsitzender war Edmondo Bruti Liberati, gleichzeitig Präsident der italienischen Richtervereinigung ANM. Seit Dezember 2017 steht Filipe Marques (ASJP - Portugal) der Vereinigung vor.

## Mitgliedsorganisationen
Im Jahr 2006 hatte MEDEL 15.000 Mitglieder. Mittlerweile sind 23 Organisationen von Richtern und Staatsanwälten aus europäischen Staaten Mitglied von MEDEL.
- Belgien:
  - Association syndicale des magistrats (ASM)
  - Magistratuur & Maatschappij
- Bulgarien: Bulgarische Richtervereinigung (bulgarisch Съюзът на съдиите в България Săjuzăt na Sădite v Bălgarja)
- Deutschland:
  - Vereinte Dienstleistungsgewerkschaft Verdi (Fachausschuss Richter und Staatsanwälte)
  - Neue Richtervereinigung NRV
- Frankreich: Syndicat de la magistrature
- Griechenland: Eteria Elinon Dikastikon Litourgon gia ti Demokratia ke tis Elefteries (neugriechisch Εταιρία Ελλήνων Δικαστικών Λειτουργών για τη Δημοκρατία και τις Ελευθερίες)
- Italien:
  - Magistratura democratica (MD)
  - Movimento per la Giustizia
- Moldawien: Asociația Judecătorilor din Republica Moldova (AJRM)
- Polen:
  - Polnische Richtervereinigung „Iustitia“ (Polsce Stowarzyszenie Sędziów Polskich „Iustitia“)
  - Polnische Vereinigung der Staatsanwälte (Stowarzyszenie Prokuratorów Rzeczpospolitej Polskiej)
- Portugal:
  - Associação Sindical dos Juizes Portugueses (ASJP)
  - Sindicato dos Magistrados do Ministerio Público (SMMP)
- Rumänien: Uniunea Naţională a Judecătorilor din România
- Serbien:
  - Judges' association of Serbia
  - Prosecutors association of Serbia
- Spanien:
  - Jueces para la democracia
  - Union Progresista de Fiscales (UpF)
- Tschechien:
  - Soudcovska Unie České Republiky
  - Unie statnich zastupcu Česke republiky
- Türkei: Vereinigung der Richter und Staatsanwälte (Yargıçlar ve Savcılar Birliği -  YARSAV; im Juli 2016 aufgelöst)
- Zypern: Cyprus Judges Association (neugriechisch Ενωση Δικαστων Κυπρου)

## Überwachung durch SISMI
Anfang Juli 2007 deckte der Oberste Richterrat Italiens auf, dass der italienische Militärgeheimdienst SISMI zwischen 2001 und 2006 prominente Richter und Staatsanwälte in Italien überwacht hat. Betroffen waren unter anderem Staatsanwalt Antonia Ingroia, der über Querverbindungen zwischen Mafia und Politik ermittelte, die Staatsanwälte, die in Mailand gegen Silvio Berlusconi ermittelten, und der langjährige Medel-Vorsitzende, Edmondo Bruti Liberati. Unter anderem wurde der E-Mail-Verkehr der Richter überwacht. Dadurch wurden auch viele europäische Richter, die Mitglied bei MEDEL sind, überwacht. Von den 203 überwachten Richtern waren 47 Italiener, die übrigen stammen aus 12 weiteren europäischen Ländern.